# Eunice parvibranchis
Eunice parvibranchis är en ringmaskart som beskrevs av Grube 1870. Eunice parvibranchis ingår i släktet Eunice och familjen Eunicidae. Inga underarter finns listade i Catalogue of Life.